# Kedron (rivière)
La rivière Kedron  est un court cours d’eau de l’Île du Sud de la Nouvelle-Zélande.

## Géographie
Elle est située dans le sud des Alpes du Sud, siégeant à 15 km au nord du lac Sumner. Elle s’écoule vers le nord-est à partir du  lac Man, près du mont Lakeman, atteignant la rivière Doubtful après juste 4 km. L’ensemble du parcours de la rivière est situé dans le parc forestier du lac Sumner (en). La rivière est une des origines du fleuve Waiau.